# (579) Сидония
(579) Сидония (нем. Sidonia) — астероид главного пояса, который относится к спектральному классу S. Он был открыт 3 ноября 1905 года немецким астрономом Августом Копффом в Обсерватории Хайдельберг-Кёнигштуль. Назван в честь героини оперы «Армида» Кристофа Виллибальда Глюка. Относится к семейству Эос.